# All the Boys Love Mandy Lane
Todos los chicos aman a Mandy Lane es una película slasher estadounidense de 2006, dirigida por Jonathan Levine y protagonizada por Amber Heard, Michael Welch, Whitney Able, y Anson Mount. La trama se centra en un grupo de estudiantes de bachillerato que invitan a una atractiva forastera, Mandy Lane, a pasar el fin de semana en un rancho apartado, donde son seguidos por un asesino despiadado. 

## Trama
Mandy Lane es una atractiva chica en una escuela de Texas donde, a pesar de no socializar demasiado, atrae la atención de varios de los chicos más populares. Cuando Dylan la invita a una fiesta de verano en su casa, ella acepta con la condición de que Emmet, su mejor amigo, la acompañe, En la fiesta, Emmet sufre el acoso de Dylan hasta que Mandy interviene. Como venganza, Emmet convence a un alcoholizado Dylan de saltar hacia la piscina desde el techo de la casa. Dylan falla en su intento, falleciendo al golpear su cabeza contra el piso.
Nueve meses después, Mandy ha hecho amistad con varios de los populares amigos de Dylan, mientras que Emmet sufre aun más bullying. Red planea una fiesta de fin de semana en el rancho de su padre y Mandy acepta una invitación de Chloe, una porrista popular aunque insegura. Mandy acompaña a Red y Chloe, junto con otros compañeros: el jugador de fútbol Bird y la pareja conformada por Jake y Marlin. Al llegar, los recibe Garth, el cuidador.
Esa noche, Jake se enoja tras una broma y se dirige a un galpón donde se guarda ganado, donde Marlin le practica sexo oral. Posteriormente discuten y, mientras Jack regresa a la casa, una persona desconocida ataca a Marlin y le rompe la mandíbula con el caño de una escopeta. Poco después, preocupado por su ausencia, Jake sale en su búsqueda. Al encontrarla sentada cerca de un lago, se acerca y ve su cara destrozada, donde es enfrentado por Emmet, quien busca venganza por la humillación sufrida. Emmet le dispara en la cabeza y luego le rompe el cuello a Marlin.
Emmet conduce de regreso al rancho en la camioneta de Jake y ve al grupo sentado en la entrada del mismo. Les tira fuegos artificiales y Bird sale en su búsqueda, creyendo que es Jake jugando una broma. Emmet lo confronta y lo mata, mientras el resto del grupo se duerme en el rancho.
A la mañana siguiente, Emmet enfrenta al grupo en la entrada del rancho, disparando e hiriendo a Garth. Mientras Mandy intenta ayudarlo, Red y Chloe corren hacia el auto. Emmet le dispara a Red y sale en búsqueda de Chloe. Mandy encuentra en el rancho de Garth las llaves de su camioneta Bronco y el cuchillo con el que Emmet asesinó a Bird. Al salir, ve a Chloe huyendo hacia ella. Se abrazan, tras lo cual, Mandy la acuchilla en el estómago, revelando que está en complicidad con Emmet.
Mientras Chloe se desangra mortalmente, Emmet y Mandy discuten acerca del pacto suicida que habían acordado. Mandy confiesa que ella no tenía intención de cumplirlo, convencida de que Emmet accedió a cometer los asesinatos solo para ganarse su afecto. Emmet intenta dispararle, pero es herido por Garth, munido de su escopeta. Tras una persecución, le da alcance y forcejean, y finalmente Mandy lo mata. Luego, encuentra a un herido Garth y se alejan en la camioneta de éste, quien le agradece por salvarlo, interpretando que Mandy era tan solo una víctima.

## Reparto
- Amber Heard como Mandy Lane.
- Michael Welch como Emmet.
- Anson Mount como Garth.
- Whitney Able como Chloe.
- Edwin Hodge como Brad.
- Aaron Himelstein como Red.
- Luke Grimes como Jake.
- Melissa Price como Marilyn.
- Adam Powell como Dylan.
- Peyton Hayslip como la tía Jojo.
- Brooke Bloom como Jenny.
- Robert Earl Keen como Keg Trucker.